# Poésie française du XVIe siècle

La poésie tient une place de première importance dans la littérature française du XVIe siècle. Tour à tour intégrant et reniant l'héritage du Moyen Âge, elle illustre pleinement, par son inspiration italienne et par le retour aux modèles antiques, le terme de Renaissance. Les poètes de cette époque définissent des formes et établissent des principes qui influencent la poésie française pendant plusieurs siècles et font figures jusqu'à aujourd'hui de références.

## Les Rhétoriqueurs
Les rhétoriqueurs sont des poètes de cour qui partagent une vision du prince, « pivot de toute la société, idéal moral et politique » ; leur activité s'étale du milieu du XVe siècle au milieu du XVIe siècle.
Ils pratiquent une poésie d'une grande virtuosité dans un style ample. Ils composent leurs poèmes dans des genres très codifiés, issus du Moyen Âge : ballade, chant royal (variante longue de la ballade en l'honneur d'un prince ou de nature religieuse), rondeau. Ils emploient des systèmes de rimes complexes. Comme plus tard la Pléiade, ces poètes entendent donner à la langue française un statut équivalent à celui du latin ; mais pour les rhétoriqueurs, c'est dans la tradition nationale que le génie de la langue française doit être trouvé, non dans l'imitation des Anciens. Parmi les différents Arts de seconde rhétorique qui fleurissent dès le XIVe siècle, l'un des derniers et des plus aboutis est certainement Le grand et vrai art de pleine rhétorique de Pierre Fabri en 1521.
Les carrières de ces poètes sont marquées, parfois lancées, par leur participation aux puys (dans le nord de la France et en Belgique, sociétés littéraires pieuses qui organisent une sorte de festival en l'honneur, le plus souvent, de la Vierge). À cette occasion sont organisées des joutes poétiques, où les poètes brillent par des productions religieuses qui peuvent ensuite être éditées. Hors de la poésie religieuse et courtisane, c'est principalement à l'édification morale que sont consacrées les pièces de cette période, comme le Temple d'honneur et de vertus de Jean Lemaire de Belges en 1504, fiction allégorique en prosimètre (mélange de prose et de vers).
Parmi ces poètes, on peut citer :
- Jean Marot, père de Clément (v. 1450-v. 1526)
- Guillaume Crétin (v. 1460 - 1525)
- Pierre Gringore (1475-1539)
- Jean Bouchet (1476-1550)

## Marot et le marotisme

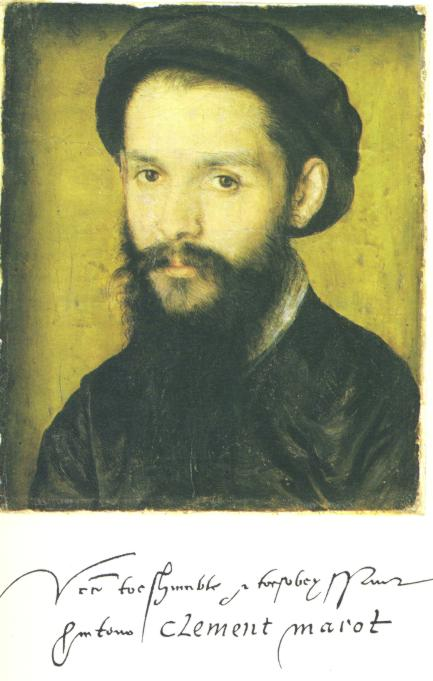
Portrait de Clément Marot par Corneille de Lyon, huile sur bois, XVI

Poète du premier renouveau de la poésie au XVIe siècle, Clément Marot (1496 ou 1497-1544) ne tourne pas le dos à la poésie du Moyen Âge et à la seconde rhétorique. Dans L'Adolescence clémentine (1532), il montre sa fidélité envers ses maîtres François Villon (1431-après 1463) qu'il édite, Guillaume Cretin et son père Jean Marot, en réutilisant les formes héritées du Moyen Âge. Il inscrit également son œuvre dans l'humanisme par le recours aux modèles antiques : la traduction de la première églogue des Bucoliques de Virgile, une héroïde d'inspiration ovidienne.
Par la suite, Marot assouplit sa poésie. Il délaisse les formes les plus exigeantes et privilégie la chanson, l'épître, l'élégie, ainsi que des formes brèves, comme l'épigramme et le sonnet. Sa poésie, plus légère et plus libre, prend souvent le ton d'une conversation familière avec le lecteur et une connivence s'installe entre eux. Sympathique aux idées nouvelles d'Érasme et de Luther, il participe à la diffusion du protestantisme, notamment par sa traduction des psaumes. Ainsi, du Moyen Âge aux querelles religieuses, en passant par l'humanisme, Clément Marot synthétise toutes les problématiques de son époque.
Marot est le maître de toute la génération de poètes qui vient après lui, comme Charles Fontaine. En 1535, la publication du « Blason du beau tétin » donne lieu à un concours de blasons auquel participent la majorité des poètes de ce temps et qui est remporté par Maurice Scève. L'influence de Marot se poursuit après sa mort : dans son Art poétique français (1548), Thomas Sébillet prescrit le recours aux formes souples, ainsi qu'au sonnet et à l'ode, actant ainsi la rupture opérée par Marot avec la poésie du Moyen Âge.

## La Pléiade
La Pléiade est un groupe de sept poètes dont les plus éminents sont Pierre de Ronsard (1524-1585) et Joachim du Bellay (1522-1560). Autour de l'helléniste Jean Dorat, ce groupe réunit Étienne Jodelle, Jean-Antoine de Baïf, Jacques Peletier du Mans, Rémy Belleau et Pontus de Tyard. Ils proclament le rejet de leurs prédécesseurs et une rupture complète avec la poésie du Moyen Âge.
Leur programme poétique est présenté en 1549 par Du Bellay dans Défense et illustration de la langue française. Il souhaite « défendre » la langue française contre le latin qu'utilisent les humanistes à une époque où la poésie néo-latine était en plein essor ; en voulant faire de la langue française une langue noble, l'égale du grec et du latin, la Pléiade s'inscrit dans un projet politique plus large, initié par François Ier, qui avait fait du français la langue officielle du royaume (Ordonnance de Villers-Cotterêts, 1539).
Pourtant, Du Bellay se refuse à imiter les poètes français et rejette les formes médiévales, à l'exception de la chanson. Contre la complexité des systèmes de rimes des Grands rhétoriqueurs, il engage le poète à communiquer ses émotions dans des pièces richement ornées, érudites et musicales. Trois genres sont déclarés nobles : la tragédie, l'ode et l'épopée ; l'épigramme, l'églogue et l'élégie sont acceptées.

Quelques poètes de la Pléiade
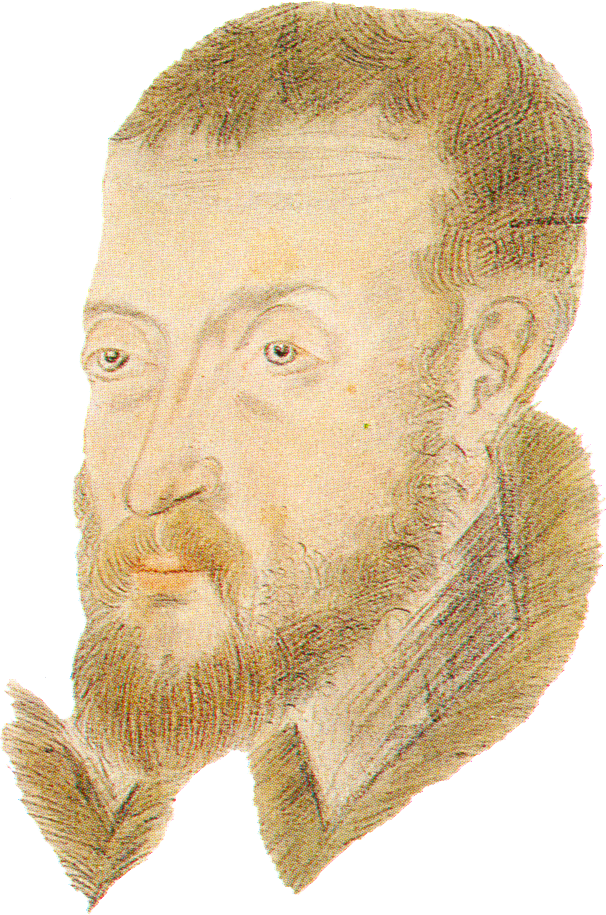
Joachim du Bellay, par Jean Cousin le Jeune
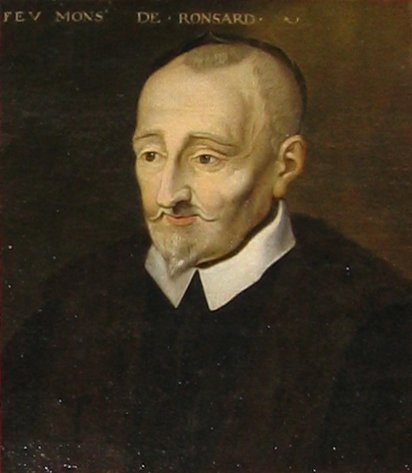
Pierre de Ronsard, anonyme, vers 1620
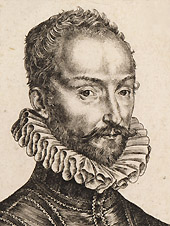
Étienne Jodelle
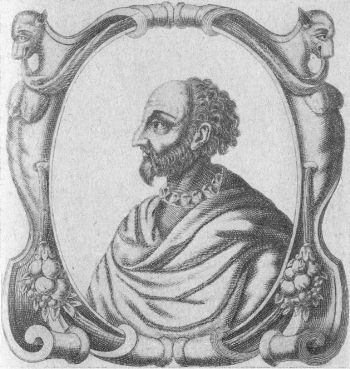
Jean-Antoine de Baïf
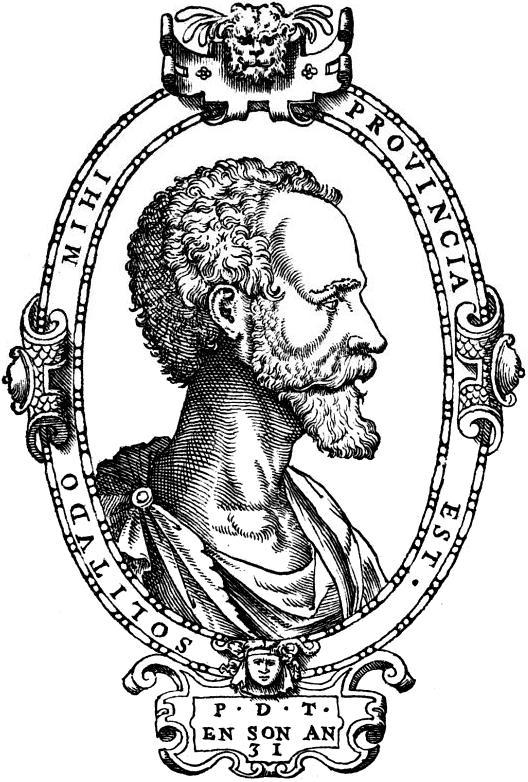
Pontus de Tyard

## Principaux recueils poétiques
- Jean de L'Espine du Pont-Allais : Contredictz de Songecreux (1530),
- Clément Marot : Adolescence clémentine (1532),
- divers : Blasons du corps féminin (1536),
- Germain Colin-Bucher : Epistre envoyee a Clement Marot et Francoys Sagon tendant a leur paix (1537),
- Clément Marot : Psaumes (1541), traduction des Psaumes,
- Maurice Scève : Délie, objet de plus haulte vertu (1544),
- Pernette du Guillet : Rimes (1545),
- Jacques Peletier du Mans : Œuvres poétiques (1547),
- Mellin de Saint-Gelais : Œuvres (1547),
- Joachim du Bellay : Olive (1549–50) et le manifeste "Défense et illustration de la langue française" (1549),
- Pierre de Ronsard : Odes (1550),
- Pontus de Tyard : Le Solitaire premier (1552),
- Jean Antoine de Baïf : Les Amours (1552),
- Pierre de Ronsard : Les Amours (1552),
- Pierre de Ronsard : Hymnes (1555–1556),
- Jacques Peletier du Mans : "L'Amour des amours" et le manuel de composition poétique "Art poétique français" (1555),
- Louise Labé : Œuvres (1555),
- Charles Fontaine : Les Ruisseaux (1555)
- Pontus de Tyard : Livre de vers lyriques (1555),
- Jean Antoine de Baïf : Amour de Francine (1555),
- Remy Belleau : Petites inventions (1556),
- Joachim du Bellay : Antiquités de Rome (1558),
- Joachim du Bellay : Songe (1558),
- Joachim du Bellay : Regrets (1558),
- Remy Belleau : 'La Bergerie (1565–1572),
- Étienne de La Boétie : Vers français (1571),
- Pierre de Ronsard : La Franciade (1572),
- Philippe Desportes : Premières œuvres (1573),
- Agrippa d'Aubigné : Le Printemps (1573, non publié),
- Étienne Jodelle : Œuvres et mélanges poétiques (1574),
- Agrippa d'Aubigné : première version de Les Tragiques (1575),
- Nicolas Rapin : Les Plaisirs du gentilhomme champestre (1575),
- Remy Belleau : Pierres précieuses (1576),
- Guillaume de Saluste Du Bartas : La Semaine ou Création du Monde (1578),
- Étienne de La Boétie : Sonnets (1580),
- Jacques Peletier du Mans : Louanges (1581),
- Isaac Habert : Les trois livres des Météories (1585)
- Jean Antoine de Baïf : Chansonnettes mesurées (1586),
- Jean de Sponde : Poèmes chrétiens (1588),
- Siméon-Guillaume de La Roque : Amours de Phyllis (1590),
- Jean-Baptiste Chassignet : Le Mépris de la vie (1594),
- Marc Papillon, seigneur de Lasphrise : Œuvres (1597-1599),
- Jean de Sponde : Poésies posthumes (1597),
- Jean de La Ceppède Théorèmes... (1613-1621),
- Agrippa d'Aubigné Les Tragiques (1616).